# 28 maart
28 maart is de 87ste dag van het jaar (88ste dag in een schrikkeljaar) in de gregoriaanse kalender. Hierna volgen nog 278 dagen tot het einde van het jaar.

## Gebeurtenissen
- Algemeen
  - 1629 - Na een blikseminslag wordt de Grote of Sint-Janskerk in Montfoort door brand verwoest.
  - 1964 - Een aardbeving in Alaska van 9,2 op de schaal van Richter kost 131 mensen het leven.[1]
  - 1967 - De Royal Air Force bombardeert de Liberiaanse olietanker Torrey Canyon om de uitstromende olie te doen ontbranden.
  - 1997 - De rechter-commissaris in Haarlem stelt twee verdachten in bewaring vanwege hun betrokkenheid bij de supportersrellen in Beverwijk.
  - 1997 - Een Albanees schip met vluchtelingen vergaat in het Kanaal van Otranto na een aanvaring met de Italiaanse kustwacht. Tachtig mensen komen om.
  - 1997 - Rijkswachters en betogende arbeiders van het failliete Waalse staalbedrijf Forges de Clabecq gaan elkaar te lijf op de E19-snelweg ten zuiden van Brussel.
  - 2005 - Zware aardbeving voor de kust van Sumatra met een kracht van 8,6 op de schaal van Richter. Het epicentrum ligt op ongeveer 80 km van Singkil (Indonesië).[2]
- Bouwkunst en architectuur
  - 2011 - De Portugese architect Eduardo Souto de Moura krijgt de Pritzker Prize voor architectuur.
- Infrastructuur
  - 2010 - Laatste vlucht van een Fokker 50 en laatste vlucht van een propellervliegtuig bij de KLM.
- Media
  - 1914 - Eerste radio-uitzending in België.
  - 1964 - Radiopiraat Radio Caroline start uitzendingen.[3]
  - 1992 - Radio Donna start zijn eerste uitzending live vanuit Brussel.[3]
  - 2017 - De Wereld Draait Door heeft zijn 2000ste uitzending op televisie.
  - 2025 - De eerste aflevering van “Only Joling” is uitgezonden. De reallifesoap volgt zanger en entertainer Gerard Joling.
- Muziek
  - 1896 - Première van de opera Andrea Chénier.
  - 1969 - Ringo Starr kondigt aan dat de Beatles niet meer in het openbaar zullen optreden.[3]
- Oorlog
  - 1939 - Einde Spaanse Burgeroorlog, generaal Francisco Franco verovert Madrid.
  - 1997 - Zaïrese rebellen maken de verovering bekend van opnieuw een belangrijke stad, Kasenga, op de grens met Zambia in de mijnbouwprovincie Shaba.
- Politiek
  - 193 - Keizer Pertinax wordt door de pretoriaanse garde vermoord. Hij heeft gedurende 87 dagen geregeerd over het Romeinse Rijk.
  - 364 - Keizer Valentinianus I benoemt zijn broer Valens tot medekeizer. Het Romeinse Rijk wordt in tweeën gesplitst; Valentinianus regeert over het West-Romeinse Rijk vanuit Milaan en Valens bestuurt het Oost-Romeinse Rijk vanuit Constantinopel.
  - 592 - Koning Childebert II van Austrasië annexeert Bourgondië nadat zijn oom Gunthram is overleden.
  - 1800 - Het Iers parlement tekent de Act of Union waarin akkoord gegaan wordt met een vereniging met Groot-Brittannië.
  - 1991 - De presidenten van de zes republieken van Joegoslavië beginnen besprekingen over de toekomst van het land in een poging de aanzwellende crisis te bezweren.
  - 2011 - Europees Commissaris Siim Kallas presenteert zijn Witboek over vervoer.
  - 2017 - De Britse premier Theresa May stuurt de Europese Unie een brief waarmee de brexit in gang wordt gezet.
- Recreatie
  - 2007 - Officiële opening van de Grand Canyon Skywalk.
  - 2015 - In Attractiepark Toverland opent de attractie Maximus' Blitz Bahn.
- Religie
  - 1914 - Benoeming van Laurentius Schrijnen tot bisschop van Roermond in Nederland.
  - 1960 - Paus Johannes XXIII creëert zeven nieuwe kardinalen, onder wie de Nederlandse aartsbisschop van Utrecht Bernardus Alfrink.
  - 1982 - Bisschopswijding van Luc Alfons De Hovre, Belgisch hulpbisschop van Mechelen-Brussel.
  - 1992 - Benoeming van de Belg Henri Lemaître tot nuntius in Nederland.
- Sport
  - 1971 - Frans Verbeeck wint de zesde editie van Nederlands enige wielerklassieker, de Amstel Gold Race.
  - 1973 - Aanvaller René van de Kerkhof maakt zijn debuut voor het Nederlands voetbalelftal in de vriendschappelijke wedstrijd in en tegen Oostenrijk.
  - 1979 - Kees Kist, John Metgod en Jan Peters scoren in Eindhoven voor het Nederlands voetbalelftal in de EK-kwalificatiewedstrijd tegen Zwitserland.
  - 1982 - De Belgische biljarter Raymond Ceulemans wint in Porto de Europese titel in het driebanden.
  - 2004 - In Eindhoven scherpt Nederland het wereldrecord op de incourante 4x50 meter vrije slag aan tot 1.28,34. Verantwoordelijk daarvoor zijn vier zwemmers van PSV: Mark Veens, Gijs Damen, Klaas-Erik Zwering en Pieter van den Hoogenband.
  - 2007 - Tunesië haalt in de persoon van Oussama Mellouli voor het eerst in haar historie goud op het WK zwemmen. Op de 800 meter is hij de sterkste.
- Wetenschap en technologie
  - 1905 - Cornelius Ehret vraagt octrooi aan op de fax.
  - 1910 - Henri Fabre slaagt er als eerst in om op te stijgen, te vliegen en te landen met een watervliegtuig.
  - 1963 - Lancering van de eerste trap van de Saturnus I raket van NASA voor de vierde en laatste testvlucht in voorbereiding op bemande ruimtevaart.[4]
  - 1979 - De kerncentrale Three Mile Island in Harrisburg, Pennsylvania ontsnapt op het nippertje aan een ramp.
  - 2023 - Het Sojoez MS-22 ruimtevaartuig dat op 15 december 2022 een lek aan het koelvloeistofsysteem opliep ontkoppelt van het ISS en maakt enkele uren later een geslaagde landing op de steppen van Kazachstan. Het beschadigde toestel heeft geen ruimtevaarders maar wel goederen aan boord.[5]

## Geboren

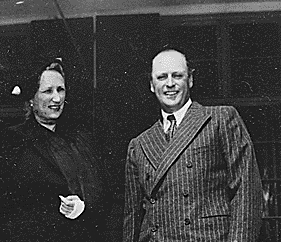
Märtha van Zweden
geboren in 1901

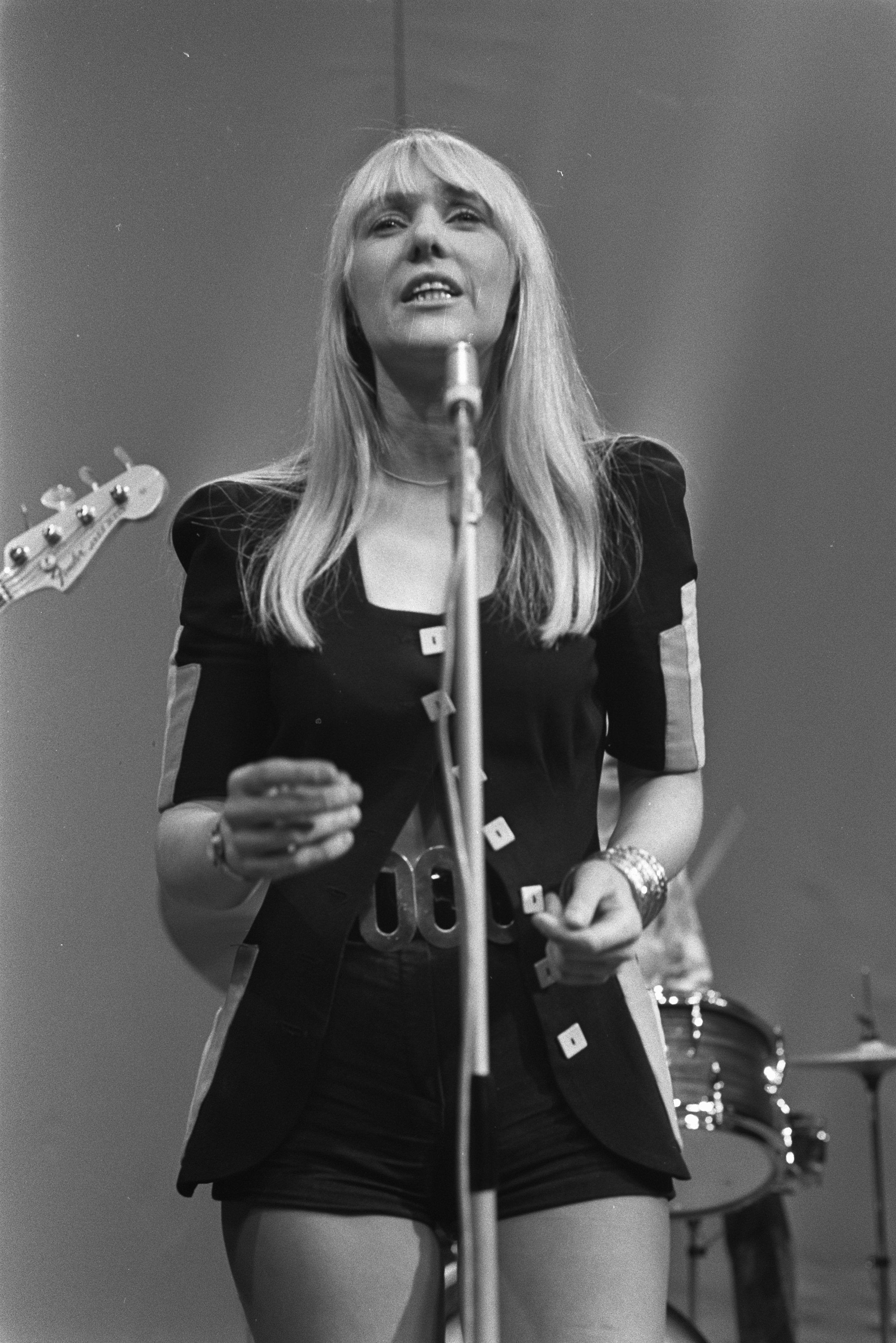
Sally Carr, zangeres van Middle of the Road
geboren in 1945

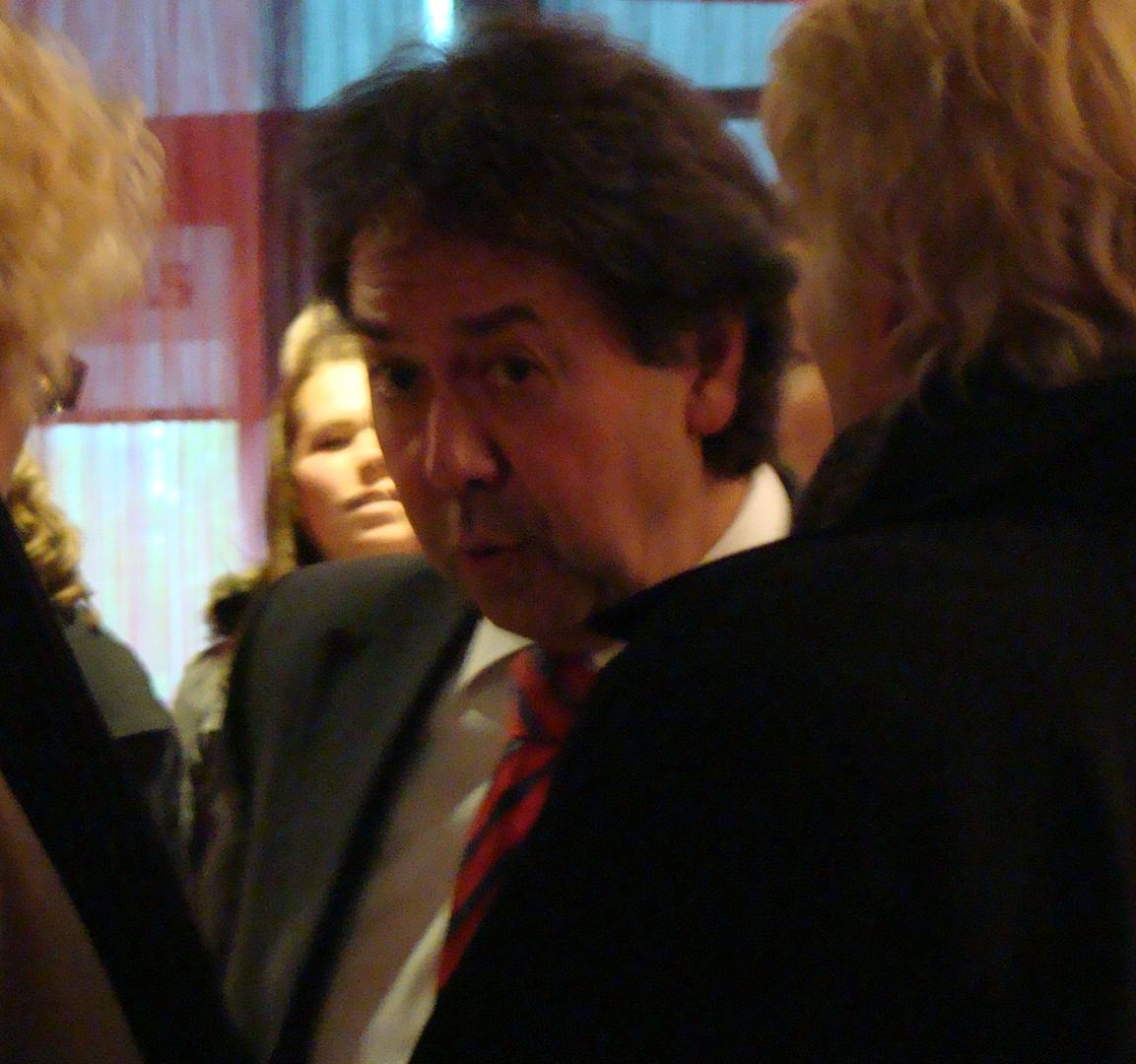
Joop Munsterman
geboren in 1951

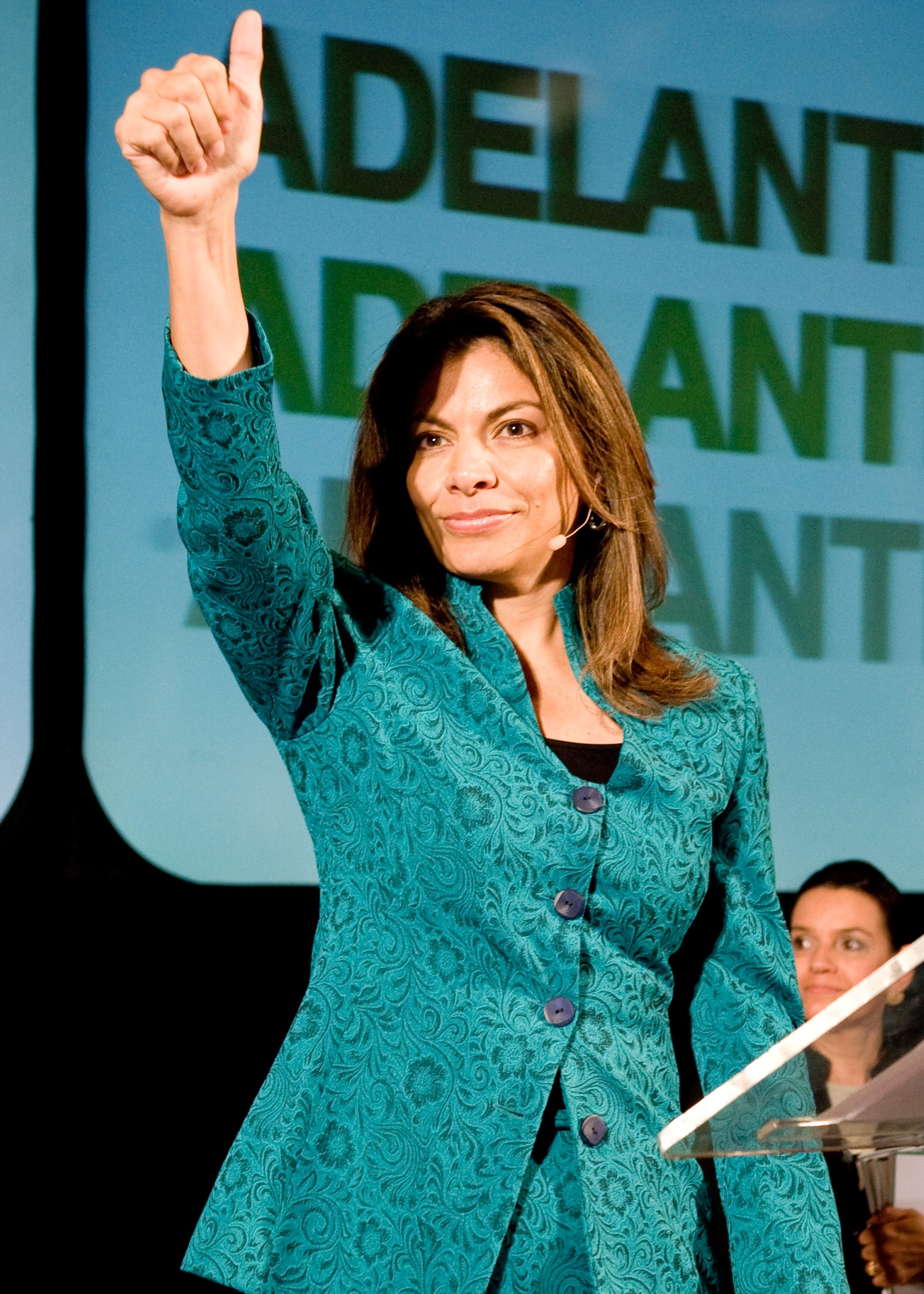
Laura Chinchilla
geboren in 1959

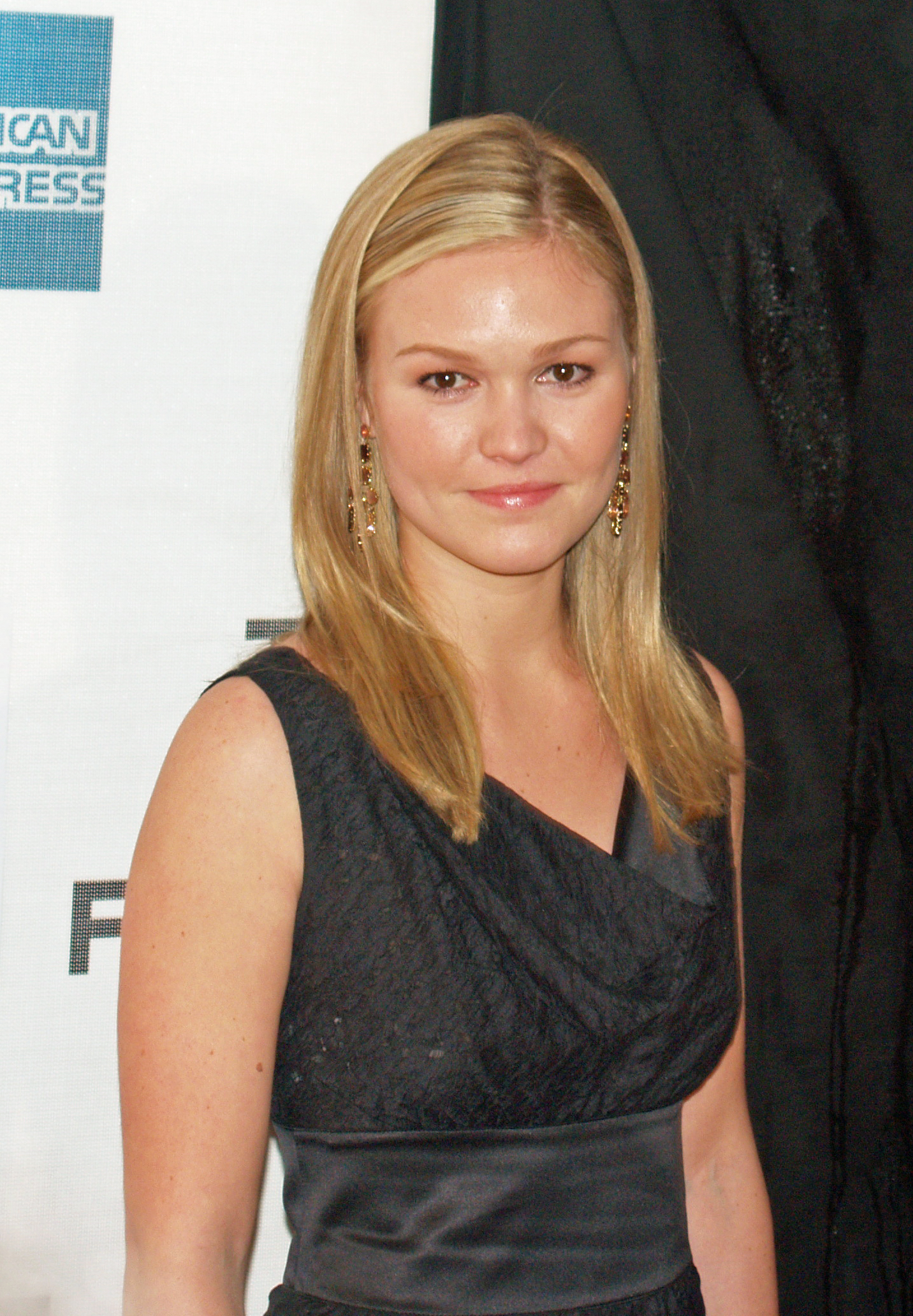
Julia Stiles
geboren in 1981

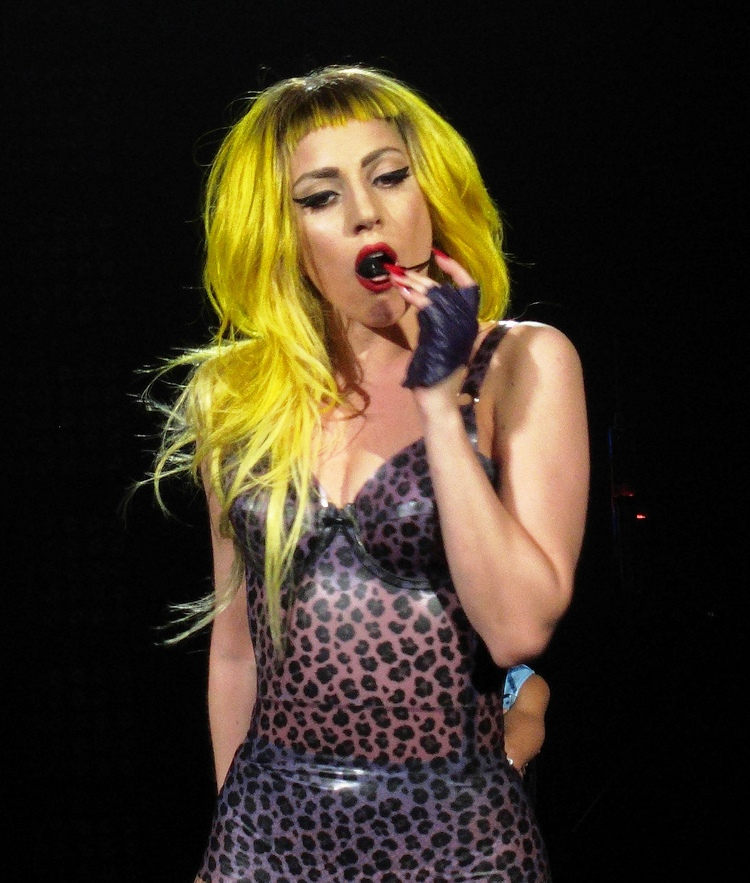
Lady Gaga
geboren in 1986

- 1515 - Theresia van Ávila, Spaans heilige, karmelietes en mystica (overleden 1582)
- 1592 - Jan Amos Comenius, Tsjechisch filosoof, theoloog en pedagoog (overleden 1670)
- 1609 - Frederik III van Denemarken, koning van Denemarken en Noorwegen (overleden 1670)
- 1660 - Arnold Houbraken, Nederlands kunstschilder en schrijver (overleden 1719)
- 1750 - Francisco de Miranda, Zuid-Amerikaans generaal, revolutionair en vrijheidsstrijder (overleden 1816)
- 1790 - William Henry Hunt, Engels kunstschilder (overleden 1864)
- 1799 - Carl von Basedow, Duits arts (overleden 1854)
- 1811 - Johannes Nepomucenus Neumann, Amerikaans heilige, bisschop van Philadelphia (overleden 1860)
- 1814 - Galen Clark, Amerikaans natuurbeschermer (overleden 1910)
- 1810 - André Disdéri, Frans fotograaf en uitvinder (overleden 1889)
- 1868 - Maksim Gorki, Russisch schrijver (overleden 1936)
- 1870 - Johanna Aleida Nijland, Nederlands literatuuronderzoeker en lerares (overleden 1950)
- 1871 - Willem Mengelberg, Nederlands dirigent (overleden 1951)
- 1881 - Martin Sheridan, Amerikaans atleet (overleden 1918)
- 1883 - Ivan Iljin, Russisch filosoof (overleden 1954)
- 1886 - Ramon Diokno, Filipijns senator en rechter (overleden 1954)
- 1887 - Sigrid Fick, Zweeds tennisster (overleden 1979)
- 1890 - Paul Whiteman, Amerikaans orkestleider (overleden 1967)
- 1892 - Corneel Heymans, Belgisch wetenschapper (overleden 1968)
- 1894 - Martien Beversluis, Nederlands schrijver en dichter (overleden 1966)
- 1901 - Märtha van Zweden, kroonprinses van Noorwegen (overleden 1954)
- 1902 - Flora Robson, Brits actrice (overleden 1984)
- 1902 - Jan Zeegers, Nederlands atleet (overleden 1978)
- 1903 - Kurt Moeschter, Duits roeier (overleden 1959)
- 1906 - Joseph Wright, Canadees roeier (overleden 1981)
- 1908 - Hans Engnestangen, Noors schaatser (overleden 2003)
- 1910 - Estanislao Fernandez, Filipijns jurist en politicus (overleden 1982)
- 1910 - Ingrid van Zweden, koningin van Denemarken (overleden 2000)
- 1911 - Consalvo Sanesi, Italiaans autocoureur (overleden 1998)
- 1914 - Bohumil Hrabal, Tsjechisch schrijver (overleden 1997)
- 1918 - Anselmo Colzani, Italiaans operazanger (overleden 2006)
- 1920 - Josefina Constantino, Filipijns essayist, literatuurcriticus en karmelietes (overleden 2024)
- 1921 - Lucien Acou, Belgisch wielrenner (overleden 2016)
- 1921 - Dirk Bogarde, Engels acteur (overleden 1999)
- 1921 - Harry Peschar, Nederlands politicus (overleden 2010)
- 1922 - Theo Albrecht, Duits ondernemer (overleden 2010)
- 1922 - Tonny More, Nederlands gitarist-zanger van het Cocktail Trio (overleden 1985)
- 1922 - Marius Soetendal, Nederlands burgemeester (overleden 2010)
- 1924 - Freddie Bartholomew, Brits acteur en kindster (overleden 1992)
- 1924 - Birte Christoffersen, Deens-Zweeds schoonspringster
- 1925 - Alberto Grimaldi, Italiaans filmproducent (overleden 2021)
- 1925 - Herman Kunnen, Belgisch atleet (overleden 2001)
- 1927 - Marianne Fredriksson, Zweeds schrijfster en journaliste (overleden 2007)
- 1927 - Herman Wiersinga, Nederlands predikant en theoloog (overleden 2020)
- 1928 - Zbigniew Brzeziński, Pools/Amerikaans politieke wetenschapper en staatsman (overleden 2017)
- 1928 - Alexander Grothendieck, Frans wiskundige (overleden 2014)
- 1928 - Coen Stork, Nederlands diplomaat (overleden 2017)
- 1929 - Paul England, Australisch autocoureur (overleden 2014)
- 1929 - Antoon Postma, Nederlands antropoloog en paleograaf (overleden 2016)
- 1930 - Jerome Friedman, Amerikaans natuurkundige en Nobelprijswinnaar
- 1930 - Lenie Gerrietsen, Nederlands turnster (overleden 2024)
- 1930 - Albert S. Ruddy, Canadees scenarioschrijver en film- en televisieproducent (overleden 2024)
- 1931 - Vaino Väljas, Ests diplomaat en politicus (overleden 2024)
- 1933 - Juan Sandoval Íñiguez, Mexicaans kardinaal-aartsbisschop van Guadalajara
- 1933 - Frank Murkowski, Amerikaans politicus
- 1933 - Arend van der Wel, Nederlands voetballer (overleden 2013)
- 1934 - Lester R. Brown, Amerikaans eco-auteur
- 1935 - Hubert Hahne, Duits autocoureur (overleden 2019)
- 1935 - Józef Szmidt, Pools atleet (overleden 2024)
- 1936 - Arie Oostlander, Nederlands politicus; lid Europees parlement (overleden 2019)
- 1936 - Mario Vargas Llosa, Peruaans schrijver en Nobelprijswinnaar (overleden 2025)
- 1936 - Dick van Zanten, Nederlands schaatser en sportbestuurder (overleden 2021)
- 1940 - Russell Banks, Amerikaans schrijver en dichter (overleden 2023)
- 1940 - Luis Cubilla, Uruguayaans voetballer (overleden 2013)
- 1940 - Gerardo Clemente Vega García, Mexicaans generaal en politicus (overleden 2022)
- 1941 - Walter van den Broeck, Belgisch schrijver (overleden 2024)
- 1941 - Herman Morsink, Nederlands voetballer (overleden 2019)
- 1942 - Daniel Dennett, Amerikaans filosoof (overleden 2024)
- 1942 - Neil Kinnock, Brits politicus
- 1942 - Mike Newell, Brits regisseur en producent van films en televisieprogramma's
- 1942 - Samuel Ramey, Amerikaans operazanger
- 1942 - Hugo Vandenberghe, Belgisch politicus
- 1943 - Conchata Ferrell, Amerikaans actrice (overleden 2020)
- 1943 - Antonio Ledesma, Filipijns aartsbisschop
- 1943 - Jimmy Wang Yu, Chinees acteur, regisseur en filmproducent (overleden 2022)
- 1943 - Tom Waterreus, Nederlands beeldhouwer (overleden 2021)
- 1944 - Rick Barry, Amerikaans basketballer
- 1944 - Ken Howard, Amerikaans acteur (overleden 2016)
- 1945 - Sally Carr, Brits zangeres
- 1945 - Rodrigo Duterte, Filipijns politicus
- 1945 - Bert Groen, Nederlands politicus
- 1946 - Wubbo Ockels, Nederlands eerste astronaut (overleden 2014)
- 1946 - Alejandro Toledo Manrique, Peruaans politicus
- 1948 - Luc Beaucourt, Belgisch spoedgevallenarts (overleden 2021)
- 1948 - Dianne Wiest, Amerikaans actrice
- 1949 - Josephine Chaplin, Amerikaans actrice (overleden 2023)
- 1951 - Joop Munsterman, Nederlands sportbestuurder en zakenman
- 1951 - David Reese, Amerikaans pokerspeler (overleden 2007)
- 1952 - Jos Valentijn, Nederlands schaatser
- 1953 - Jean Paul Van Bendegem, Belgisch wiskundige en filosoof
- 1955 - Reba McEntire, Amerikaans country-zangeres en actrice
- 1956 - Mario van der Ende, Nederlands voetbalscheidsrechter
- 1956 - Evelin Schlaak, Duits atlete
- 1957 - Paul Eiding, Amerikaans acteur en stemacteur
- 1957 - Harvey Glance, Amerikaans atleet (overleden 2023)
- 1958 - Elisabeth Andreassen, Zweeds zangeres
- 1958 - Volodymyr Fink, Sovjet-Oekraïens voetballer (overleden 2005)
- 1958 - Heinz Hermann, Zwitsers voetballer
- 1958 - Jos Lammertink, Nederlands wielrenner (overleden 2024)
- 1958 - Håkan Lindquist, Zweeds schrijver (overleden 2022)
- 1959 - Laura Chinchilla, Costa Ricaans politica
- 1960 - Chris Barrie, Duits-Brits acteur, komiek en imitator
- 1960 - Joep van Deudekom, Nederlands cabaretier
- 1960 - José Maria Pereira Neves, Kaapverdisch politicus
- 1960 - Hanneke Riemer, Nederlands actrice
- 1960 - Uri Orbach, Israëlisch politicus (overleden 2015)
- 1960 - Shelly Yachimovich, Israëlische politica
- 1961 - Orla Brady, Iers actrice
- 1962 - Ruth Gates, Amerikaans marien bioloog (overleden 2018)
- 1964 - Gijs Donker, Nederlands kunstschilder
- 1964 - Els Ruiters, Nederlands chicklitboekenschrijfster
- 1964 - Oleksandr Volkov, Oekraïens basketballer
- 1965 - Steve Bull, Engels voetballer en voetbalcoach
- 1966 - Ashley Laurence, Amerikaans actrice
- 1966 - Franck Passi, Frans voetballer en voetbaltrainer
- 1968 - Huub Grossard, Belgisch atleet (overleden 2006)
- 1968 - Ademir Santos, Japans voetballer
- 1968 - Roos Vermeij, Nederlands politicus
- 1969 - Alexandra Gilbreath, Engels actrice
- 1969 - Ivan Gotti, Italiaans wielrenner
- 1969 - Brett Ratner, Amerikaans filmregisseur en videoclipregisseur
- 1969 - Earnest Stewart, Nederlands/Amerikaans voetballer
- 1969 - Ilke Wyludda, Duits atlete (overleden 2024)
- 1970 - José Loiola, Braziliaans beachvolleyballer
- 1970 - Belén López, Spaans actrice
- 1970 - Vince Vaughn, Amerikaans acteur
- 1970 - Yves Vercruysse, Belgisch politicus
- 1970 - Jennifer Weiner, Amerikaans schrijver, televisieproducent en journalist
- 1971 - Martin Rittsel, Zweeds wielrenner
- 1972 - Pınar Ayhan, Turks zangeres
- 1972 - Jann Cnossen, Nederlands violiste, zangeres en stemactrice
- 1972 - Nick Frost, Engels acteur
- 1972 - Olga Jegorova, Russisch atlete
- 1972 - Devinn Lane, Amerikaans erotisch fotomodel en pornoster
- 1972 - David Vadim, Oekraïens-Amerikaans bokskampioen en acteur
- 1972 - Tanguy Veys, Belgisch politicus
- 1972 - Dick Lukkien, Nederlands voetballer
- 1973 - Björn Kuipers, Nederlands voetbalscheidsrechter
- 1974 - Hamisi Amani-Dove, Amerikaans voetballer
- 1974 - Jonas Eriksson, Zweeds voetbalscheidsrechter
- 1974 - Mark King, Engels snookerspeler
- 1974 - Maryline Troonen, Belgisch atlete (overleden 2014)
- 1975 - Akshaye Khanna, Indiaas acteur
- 1975 - Shanna Moakler, Amerikaans model en actrice
- 1975 - Roos Schlikker, Nederlands schrijfster en journalist
- 1976 - Daniele Righi, Italiaans wielrenner
- 1977 - Devon, Amerikaans pornoactrice
- 1977 - Lauren Weisberger, Amerikaans chicklitboekenschrijfster
- 1977 - Annie Wersching, Amerikaans actrice (overleden 2023)
- 1979 - Mathias de Wachter, Belgisch schaker
- 1980 - Olivier Thomert, Frans voetballer
- 1981 - Vica Kerekes, Slowaaks actrice
- 1981 - Julia Stiles, Amerikaans actrice
- 1982 - Aksana Miankova, Wit-Russisch atlete
- 1982 - Luis Tejada, Panamees voetballer (overleden 2024)
- 1983 - Ladji Doucouré, Frans atleet
- 1983 - Joost de Vries, Nederlands schrijver en journalist
- 1984 - Daumants Dreiškens, Lets bobsleeër
- 1984 - Sylvia Kibet, Keniaans atlete
- 1984 - Mensur Mujdža, Bosnisch voetballer
- 1984 - Roman Simakov, Russisch bokser (overleden 2011)
- 1984 - Nikolaj Skvortsov, Russisch zwemmer
- 1985 - Zachary Browne, Amerikaans acteur
- 1985 - Frank van der Struijk, Nederlands voetballer
- 1985 - Stanislas Wawrinka, Zwitsers tennisser
- 1986 - Lady Gaga, Amerikaans zangeres en songwriter
- 1986 - Ellen Rollin, Belgisch presentatrice en model
- 1986 - Amaia Salamanca, Spaans actrice
- 1986 - Barbora Strýcová, Tsjechisch tennisspeelster
- 1987 - Vaidas Baumila, Litouws zanger
- 1987 - Kagney Linn Karter, Amerikaans pornoactrice (overleden 2024)
- 1988 - Michel Poldervaart, Nederlands voetballer
- 1989 - Darko Bjedov, Servisch voetballer
- 1989 - Mira Leung, Canadees kunstschaatsster
- 1989 - Stian Sivertzen, Noors snowboarder
- 1989 - Sjarhej Zjyhalka, Wit-Russisch schaker
- 1990 - Michail Antonio, Engels voetballer
- 1990 - Jekaterina Bobrova, Russisch kunstschaatsster
- 1991 - Amy Bruckner, Amerikaans (stem)actrice
- 1991 - Romain Guillemois, Frans wielrenner
- 1991 - Lukas Hinterseer, Oostenrijks voetballer
- 1992 - Architrackz, Nederlands producer, liedschrijver, rapper en presentator
- 1992 - Corinne Nugter, Nederlands atlete
- 1993 - Matija Nastasić, Servisch voetballer
- 1996 - Benjamin Pavard, Frans voetballer
- 1996 - Ramona Theresia Hofmeister, Duits snowboardster
- 1996 - Dimitri Juliet, Nederlands atleet
- 1998 - Lacey Turner, Brits actrice
- 2000 - Amna Al Qubaisi, autocoureur uit de Verenigde Arabische Emiraten
- 2000 - Pauline Hondema, Nederlands atlete
- 2001 - Hannah Auchentaller, Italiaans biatlete
- 2002 - Ian Ousley, Amerikaans acteur
- 2003 - Susan Schut, Nederlands volleybalster
- 2003 - Thea Sørbo, Noors voetbalster
- 2004 - Anna Sjtsjerbakova, Russisch kunstschaatsster
- 2005 - Joaquin Seys, Belgisch voetballer
- 2011 - Maya Le Clark, Amerikaans actrice

## Overleden

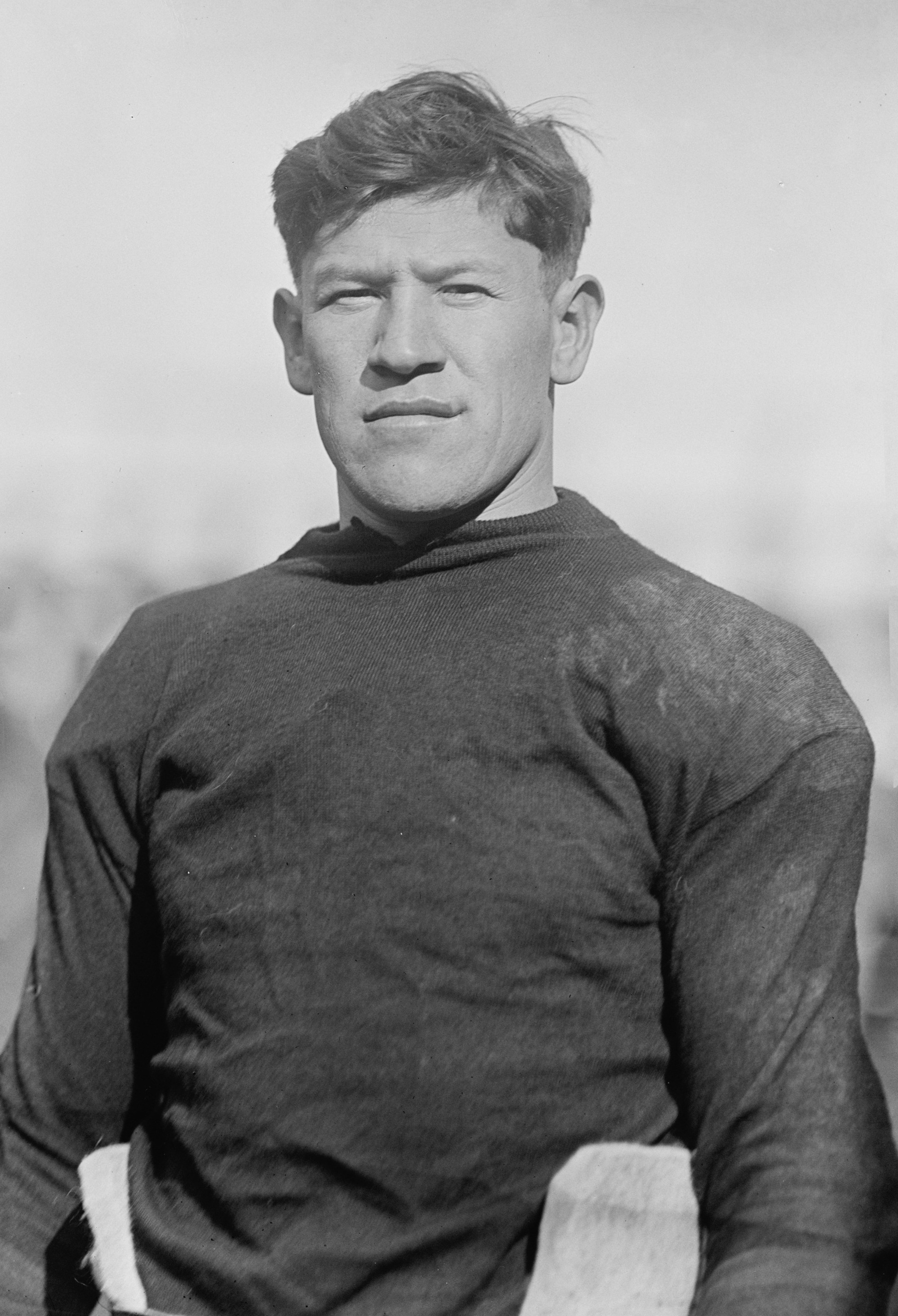
Jim Thorpe
overleden in 1953

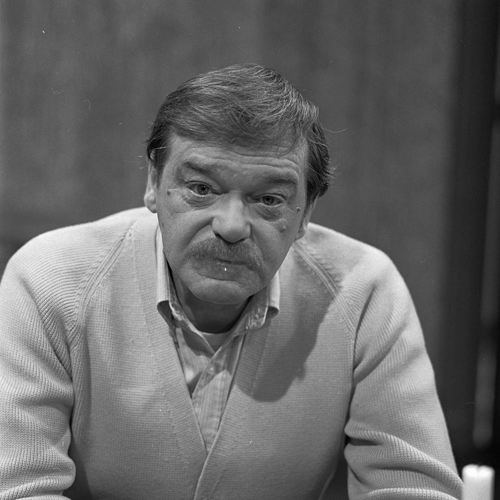
Jan Blaaser
overleden in 1988

- 193 - Pertinax (67?), keizer van het Romeinse Rijk
- 592 - Gunthram (59), koning van Bourgondië
- 1241 - Waldemar II van Denemarken (70), koning van Denemarken
- 1285 - Paus Martinus IV (75), (paus van 1281 tot 1285)
- 1687 - Constantijn Huygens (90), Nederlands dichter
- 1757 - Robert François Damiens (42), Frans misdadiger
- 1794 - Markies de Condorcet (50), Frans wiskundige, schrijver en politicus
- 1839 - Pieter Gerardus van Os (62), Nederlands kunstschilder
- 1881 - Modest Moessorgski (42), Russisch componist
- 1933 - Julius Hoste sr. (85), Belgisch schrijver
- 1941 - Virginia Woolf (59), Engels schrijfster
- 1943 - Sergej Rachmaninov (69), Russisch componist
- 1953 - Jim Thorpe (65), Amerikaans atleet en olympisch kampioen
- 1954 - Kaare Klint (65), Deens architect en meubelontwerper
- 1957 - Kees Pruis (68), Nederlands cabaretier en zanger
- 1965 - Richard Beesly (57), Brits roeier
- 1965 - Ewald Mataré (78), Duits kunstschilder en beeldhouwer
- 1965 - Mary Windsor (67), lid Britse koninklijke familie
- 1969 - Dwight D. Eisenhower (78), Amerikaans opperbevelhebber en president
- 1972 - Charles Welter (91), Nederlands politicus
- 1983 - Ank van der Moer (71), Nederlands actrice
- 1985 - Marc Chagall (97), Frans kunstschilder
- 1985 - Henry Hansen (83), Deens wielrenner
- 1986 - Edouard Longerstaey (66), Belgisch diplomaat
- 1987 - Patrick Troughton (67), Engels acteur
- 1988 - Jan Blaaser (65), Nederlands cabaretier
- 1990 - Piet Metman (73), Nederlands zwemmer
- 2000 - Ab Abspoel (74), Nederlands acteur
- 2001 - George Connor (94), Amerikaans autocoureur
- 2001 - Frans Houben (54), Nederlands voetbalscheidsrechter
- 2001 - Siegbert Hummel (92), Duits cultureel historicus en tibetoloog
- 2002 - Arthur Fontaine (91), Belgisch atleet
- 2003 - Rusty Draper (80), Amerikaans muzikant
- 2003 - Kurt Schmidtchen (72), Duits acteur en acteur
- 2004 - Peter Ustinov (83), Brits acteur, schrijver en dramaticus
- 2004 - Ljubiša Spajić (78), Joegoslavisch voetballer en voetbaltrainer
- 2005 - Emmy Lopes Dias (85), Nederlands actrice
- 2006 - Wanderley Magalhães Azevedo (Wanderley Magalhães) (39), Braziliaans wielrenner
- 2006 - Charles Schepens (94), Belgisch arts
- 2006 - Caspar Weinberger (88), Amerikaans politicus
- 2007 - Abe Coleman (101), Pools-Amerikaans professioneel worstelaar
- 2007 - Luigi Pinedo (80), Curaçaos kunstschilder
- 2007 - Gus Pleines (58), Nederlands popmuzikant en zanger
- 2007 - Tony Scott (85), Amerikaans jazzklarinettist
- 2008 - Valentino Fois (34), Italiaans wielrenner
- 2008 - Kunio Lemari (65), Marshalleilands politicus
- 2010 - Derlis Florentín (26), Paraguayaans voetballer
- 2010 - June Havoc (97), Amerikaans actrice, danser, schrijfster en toneelregisseur
- 2010 - Albert Troost (85), Nederlands kunstschilder, glasschilder, wandschilder en tekenaar
- 2011 - Frederik Piket (84), Nederlands politicus en jurist
- 2012 - Aleksandr Aroetjoenjan (91), Armeens componist
- 2012 - Hans van den Doel (74), Nederlands politicus
- 2012 - Earl Scruggs (88), Amerikaans banjospeler
- 2013 - Richard Griffiths (65), Engels acteur
- 2013 - Hugh McCracken (60), Amerikaans muzikant
- 2014 - Kobus Algra (66), Nederlands accordeonist
- 2015 - Gene Saks (93), Amerikaans acteur, filmregisseur, filmproducent en theaterregisseur
- 2015 - Ronald Stevenson (87), Brits componist en pianist
- 2016 - Daan Myngheer (22), Belgisch wielrenner
- 2016 - James Noble (94), Amerikaans acteur
- 2017 - Theo Aalbers (79), Nederlands voetbalclubbestuurder
- 2017 - Alice van Bourbon-Parma (99), dochter van Elias van Bourbon-Parma
- 2018 - Lívia Rév (101), Hongaars pianiste
- 2018 - Eugène Van Roosbroeck (89), Belgisch wielrenner
- 2019 - Ann Coopman (57), Belgisch politica
- 2019 - Shane Rimmer (89), Canadees (stem)acteur
- 2019 - Agnès Varda (90), Frans filmregisseur
- 2020 - Tom Coburn (72), Amerikaans politicus
- 2020 - Wolfgang Glaeser (79), Oost-Duits politicus
- 2020 - Thomas Schäfer (54), Duits politicus
- 2021 - Didier Ratsiraka (84), president van Madagaskar
- 2022 - Naci Erdem (91), Turks voetballer
- 2022 - Antonios Naguib (87), Egyptisch kardinaal
- 2023 - Ryuichi Sakamoto (71), Japans componist
- 2024 - Guy Goffette (76), Belgisch dichter en schrijver
- 2024 - Theo Olthuis (82), Nederlands schrijver en dichter
- 2024 - Max van Praag (80), Nederlands filmdistributeur
- 2024 - Igors Rausis (62), Lets schaker

## Viering/herdenking
- Pasen in 1655, 1660, 1717, 1723, 1728, 1869, 1875, 1880, 1937, 1948, 2027, 2032.
- Rooms-katholieke kalender:
  - Heilige Gontram (van Bourgondië) († 592)
  - Heiligen Martelaren van Caesarea: Priscus (van Caesarea) en Malchus (van Caesarea) († c. 260)
  - Heiligen Castor (van Tarsus) en Dorotheus (van Tarsus) (vóór 400)
  - Heilige Gwendoline (van Niedermünster) († c. 750)
  - Heilige Ebregisus (van Maastricht) († 596) - Gedachtenis in bisdom Tongeren-Maastricht-Luik
  - Heilige Jozef Pelczar († 1924)
  - Heilige Stephen Harding († 1134)
- Oosters-orthodoxe kalender:
  - Heilige Enravota-Boyan van Bulgarije († c. 833)

## Weerextremen

### Nederland
| | Officiële records | Officiële records | Officiële records |      | Landelijke records | Landelijke records | Landelijke records                                            |
| Gebeurtenis | Jaar              | Extreem           | Locatie           | Jaar | Extreem            | Locatie            |                                                               |
| --- | ----------------- | ----------------- | ----------------- | ---- | ------------------ | ------------------ | ------------------------------------------------------------- |
| Laagste etmaalgemiddelde temperatuur (°C) | 1901              | −1,3              | De Bilt           |      | 1952               | −1,6               | Eelde                                                         |
| Hoogste etmaalgemiddelde temperatuur (°C) | 1989              | 13,7              | De Bilt           |      | 1989               | 16,9               | Maastricht                                                    |
| Laagste minimumtemperatuur (°C) | 1901              | −5,1              | De Bilt           |      | 1993               | −6,6               | Twenthe                                                       |
| Hoogste minimumtemperatuur (°C) | 1998              | 10,4              | De Bilt           |      | 1989               | 10,9               | Maastricht                                                    |
| Laagste maximumtemperatuur (°C) | 1952              | 3,6               | De Bilt           |      | 2013               | 1,1                | Hoogeveen                                                     |
| Hoogste maximumtemperatuur (°C) | 1989              | 21,8              | De Bilt           |      | 1989               | 23,0               | Volkel                                                        |
| Hoogste uurgemiddelde windsnelheid (m/s) | 1919              | 12,9              | De Bilt           |      | 1987               | 23,1               | Huibertgat                                                    |
| Hoogste windstoot (m/s) | 1986              | 23,1              | De Bilt           |      | 2016               | 32,0               | Hoorn Terschelling                                            |
| Langste zonneschijnduur (uur) | 1993              | 11,9              | De Bilt           |      | 1993               | 11,9               | De Bilt, Eindhoven, Herwijnen, Lelystad, Maastricht, Schiphol |
| Langste neerslagduur (uur) | 2018              | 10,8              | De Bilt           |      | 1995               | 13,6               | Stavoren                                                      |
| Hoogste etmaalsom van de neerslag (mm) | 2018              | 12,4              | De Bilt           |      | 2018               | 18,7               | Lauwersoog                                                    |
| Laagste etmaalgemiddelde relatieve vochtigheid (%) | 1948              | 46                | De Bilt           |      | 1918               | 45                 | Maastricht                                                    |
| Laagste uurwaarde luchtdruk op zeeniveau (hPa) | 1979              | 978,7             | De Bilt           |      | 1979               | 977,5              | Hoek van Holland                                              |
| Hoogste uurwaarde luchtdruk op zeeniveau (hPa) | 2019              | 1036,0            | De Bilt           |      | 2019               | 1036,6             | Vlissingen, Westdorpe, Wilhelminadorp                         |
| Officiële records worden altijd gemeten op het KNMI-weerstation in De Bilt. Landelijke records kunnen worden gemeten op elk officieel KNMI-weerstation in Nederland. |                   |                   |                   |      |                    |                    |                                                               |

Uitzonderlijke gebeurtenissen
- 1913 - Eerste officiële zachte dag van het jaar (maximumtemperatuur ≥ 15 °C in De Bilt)
- 1920 - Eerste landelijke warme dag van het jaar gemeten in Maastricht (maximumtemperatuur ≥ 20 °C op een officieel weerstation)
- 1930 - Eerste officiële zachte dag van het jaar (maximumtemperatuur ≥ 15 °C in De Bilt)
- 1980 - Eerste officiële zachte dag van het jaar (maximumtemperatuur ≥ 15 °C in De Bilt)
- 1989 - Landelijk maandrecord hoogste etmaalgemiddelde temperatuur in °C van maart gemeten in Maastricht: 16,9
- 2017 - Eerste landelijke warme dag van het jaar gemeten in Arcen, Eindhoven, Ell, Gilze-Rijen, Volkel, Westdorpe en Woensdrecht (maximumtemperatuur ≥ 20 °C op een officieel weerstation)
- 2024 - Officieel hoogste windstoot in m/s van maart dit jaar gemeten in De Bilt: 19,0 (voorlopig)
- 2024 - Landelijk hoogste windstoot in m/s van maart dit jaar gemeten in IJmuiden: 23,0 (voorlopig). Samen met 24 maart
- 2024 - Officieel laagste uurwaarde luchtdruk op zeeniveau in hPa van maart dit jaar gemeten in De Bilt: 982,3 (voorlopig)
- 2024 - Landelijk laagste uurwaarde luchtdruk op zeeniveau in hPa van maart dit jaar gemeten in Vlissingen: 980,3 (voorlopig)

### België
Dagrecords
- 1901 - Laagste etmaalgemiddelde temperatuur −0,7 °C
- 1989 - Hoogste etmaalgemiddelde temperatuur 15,5 °C
- 1917 - Laagste minimumtemperatuur −4,5 °C
- 1989 - Hoogste maximumtemperatuur 21,7 °C
- 1966 - Hoogste etmaalsom van de neerslag 13,1 mm

<< · 1 · 2 · 3 · 4 · 5 · 6 · 7 · 8 · 9 · 10 · 11 · 12 · 13 · 14 · 15 · 16 · 17 · 18 · 19 · 20 · 21 · 22 · 23 · 24 · 25 · 26 · 27 · 28 · 29 · 30 · 31 · >>